# Стейнюнн Саймюндсдоуттир
Стейнюнн Саймюндсдоуттир (исл. Steinunn Sæmundsdóttir, род. 28 ноября 1960, Рейкьявик) — исландская горнолыжница. Участница зимних Олимпийских игр 1976 и 1980 годов.

## Биография
Стейнюнн Саймюндсдоуттир родилась 28 ноября 1960 года в исландском городе Рейкьявик.
Выступал в соревнованиях по горнолыжному спорту за «Глимюфелагид Аурманн» из Рейкьявика.
В 1976 году вошла в состав сборной Исландии на зимних Олимпийских играх в Инсбруке. В слаломе заняла 16-е место, показав по сумме двух заездов результат 1 минута 44,72 секунды и уступив 14,18 секунды завоевавшей золото Рози Миттермайер из ФРГ. В гигантском слаломе заняла 36-е место, показав результат 1.41,07 и уступив 11,94 секунды ставшей победительницей Кэти Крайнер из Канады.
В 1980 году вошла в состав сборной Исландии на зимних Олимпийских играх в Лейк-Плэсиде. В слаломе не смогла завершить второй заезд и выбыла из борьбы. В гигантском слаломе заняла 29-е место, показав результат 2.59,41 и уступив 17,75 секунды завоевавшей золото Ханни Венцель из Лихтенштейна.